# Deonta Vaughn
Deonta Thomas Vaughn (Indianapolis, 6 agosto 1986) è un ex cestista statunitense.

## Palmarès
- Campionato georgiano: 2

SHSS Ak'ademia: 2012-2013
Dinamo Tbilisi: 2016-2017
- Coppa di Polonia: 1

Starogard Gdański: 2011
- Coppa di Georgia di pallacanestro maschile: 1

SHSS Ak'ademia: 2013
- Supercoppa di Georgia: 1

Dinamo Tbilisi: 2016